# Colli al Metauro
Colli al Metauro è un comune italiano di 12 381 abitanti della provincia di Pesaro e Urbino nelle Marche.
Comune sparso la cui sede municipale si trova a Calcinelli (frazione più ampia del territorio) è stato istituito il 1º gennaio 2017 dalla fusione di Montemaggiore al Metauro, Saltara e Serrungarina.

## Storia

### Simboli
Lo stemma e il gonfalone del comune di Colli al Metauro sono stati concessi con decreto del presidente della Repubblica del 28 novembre 2018.
Nello scudo vengono riuniti gli elementi caratterizzanti gli stemmi dei precedenti comuni: il monte all'italiana di sei cime di Montemaggiore al Metauro, la stella d'oro di  Serrungarina e il drago simbolo di Saltara.
Il gonfalone è un drappo di bianco.

## Monumenti e luoghi d'interesse

### Architetture civili

#### Villa del Balì – Museo interattivo della scienza e planetario
Costruita adiacente ad una cappella dedicata a San Martino, esistente prima dell'anno mille, fu proprietà del vescovo di Fano già dal 1165 che la dotò di quattro torrette per l'osservazione della volta celeste, la villa assunse l'attuale aspetto solo XVIII secolo a seguito di numerose ristrutturazioni e rimaneggiamenti. Presenta una facciata lineare scandita da finestre profilate in pietra e una scalinata d'accesso al piano nobile a doppia rampa e ospita oggi uno dei più prestigiosi planetari nazionali, un'esposizione con più di trenta postazioni fisse interattive che permettono al visitatore di sperimentare diversi fenomeni naturali, un centro congressi e diversi altri servizi.

#### Centro storico di Calcinelli
Il centro storico è costituito dalla chiesa dell'Angelo Custode (XIX secolo) e da numerose villette stile liberty, costruite in larga parte durante gli anni 1930 e recentemente restaurate. Nel 1923, a seguito della rapida crescita urbana, fu eretta la chiesa di Santa Croce, assai più grande della precedente. Alcuni scavi archeologici svoltisi soprattutto tra gli anni 1980 e gli anni 1990 hanno portato alla luce, in zone di campagna limitrofe al centro abitato, scarsi resti di antiche ville romane.

#### Castello di Saltara
Di Saltara sono ancora ben conservate le mura del castello con l'imponente scalinata d'accesso al centro storico dove si trovano gli antichi mercati coperti, una via coperta a portico adibita per ospitare il mercato dal 1489, per concessione dei signori Malatesta. Tra gli edifici del castello si possono notare il Palazzo comunale e la Torre civica che reca sulla facciata frammenti dello stemma Malatestiano con il dragone alato, emblema di Saltara.

#### Museo storico del fiume Metauro "Winston Churchill" di Montemaggiore al Metauro
Presso via Roma, ex chiesa Santa Maria del Soccorso, è possibile visitare il Museo storico del fiume Metauro "Winston Churchill". Al suo interno sono contenuti numerosi reperti storici della seconda guerra mondiale, come diari, armi belliche, divise, spille, modellini bellici, documenti ufficiali e cimeli. Il museo vuole ricordare la mattina del 25 agosto 1944, quando Winston Churchill, in veste di primo ministro inglese, assieme al generale Alexander (comandante del VIII corpo di armata inglese), salì al castello di Montemaggiore al Metauro per osservare le truppe schierate nella valle del Metauro. In una piccola teca disposta vicino a quello che era l'altare, sono stati disposti alcuni reperti di epoca romana, ritrovati nel territorio locale. Si tratta di frammenti di ceramiche varie, di tegole con bolli laterizi a forma circolare, ed alcune parti di pavimentazione a spina di pesce. I terreni argillosi, tipici del paese, sembrano aver favorito la diffusione di fornaci localizzate in più zone del comune. In queste zone è stata rilevata la presenza di frammenti di sigillata italica con bollo in "planta pedis" tipici del I sec. d.C.

### Siti archeologici

#### Area archeologica di Tavernelle
Dinnanzi la nuova chiesa parrocchiale si trovano i resti di quell'antica taverna che diede il toponimo alla cittadina. Le strutture archeologiche riportate alla luce sono riferibili ad un complesso d'età romana che può essere interpretato come una sorta di fattoria-albergo, ovvero un luogo di produzione e lavorazione di prodotti agricoli che offriva allo stesso tempo possibilità di alloggio e di ristoro per i viaggiatori. Delle strutture emerse durante lo scavo, ora ne è visibile solo una parte; tra queste, di notevole interesse, è la presenza di un piccolo tempio dedicato ad Attis, pastore figlio amato dalla dea Cibele e divenuto suo sacerdote, del quale è stata recuperata la testa marmorea. Con i materiali rinvenuti è stato possibile realizzare un piccolo antiquarium nelle sale dell'adiacente parrocchia.

### Architetture religiose

#### Ex chiesa della Fonte di Saltara
Secondo una lapide che ricorda l'anno del restauro, 1595, fu dedicata alla "Divina Maria delle Grazie sulla Fonte", è anche conosciuta come chiesa del Santissimo Sacramento perché antica sede dell'omonima confraternita. All'interno si trovano importanti affreschi di Giovanni Antonio di Bellinzoni da Pesaro raffiguranti la Madonna della Misericordia e la Madonna in trono, risalenti al 1470 ed una tela di scuola Baroccesca del XVII secolo, rappresentante l'Ultima Cena.

#### Santuario della Madonna della Villa di Saltara
Presenta un'imponente gradinata e parapetto, realizzata nel 1790 per ospitare una preziosa tavola del Sebastiano Ceccarini, la Madonna del Rosario del 1760. L'interno della chiesa a pianta ottagonale custodisce ancora un pregevole organo d'epoca.
Chiesa parrocchiale di San Pier Celestino conserva una tela della scuola del Barocci raffigurante San Sebastiano, patrono di Saltara.

#### Convento di San Francesco in Rovereto
Fu uno dei primi conventi francescani delle Marche, edificato nel 1215, oggi è utilizzato per ritiri spirituali e incontri culturali. La chiesa riedificata nel 1434 in stile tardogotico è ricoperta da preziosi affreschi: una Crocifissione della metà del XIV secolo attribuita ad Allegretto Nunzi, e un'altra Crocifissione datata al 1436 opera del Giovanni Antonio Bellinzoni.

#### Ex chiesa del Gonfalone & MOS – Sala dei Mosaici di Saltara
La Ex Chiesa del Gonfalone è stata riaperta al pubblico il 22 marzo 2014 dopo il restauro a cura della Fondazione Cassa di Risparmio di Fano, iniziato nel 2009.
All'interno si ammira un soffitto a cassettoni di epoca baroccesca con stucchi dipinti in finto marmo, il cui restauro nel 2013 ha riportato alla luce un magnifico affresco raffigurante il Giudizio Universale, presente nella controfacciata della chiesa.
Questa rappresentazione di notevole impatto è dominata da un Cristo Giudice in una mandorla di luce fra cherubini e serafini, mentre eletti e dannati sono divisi dall'arcangelo Michele intento a pesare le loro anime.
Quest'opera corale, tra il colto e il popolaresco è stata attribuita dagli esperti a Stefano Folchetti di San Ginesio, pittore marchigiano attivo fra Quattro e Cinquecento, la cui opera fu notevolmente influenzata da Vittore Crivelli.
Altri tesori della chiesa sono un'Assunzione di Maria, di pittore ignoto del Seicento, un Sant'Antonio da Padova di Giovan Francesco Guerrieri da Fossombrone e la tela Deposizione di Cristo dalla Croce attribuita alla scuola del Perugino.
Nella sacrestia dell' ex chiesa del Gonfalone è presente la sala dei mosaici. I tre mosaici, ritrovati nel 27 novembre 1927 in Via Gambarelli di Colli al Metauro, dopo un lungo periodo di permanenza nei depositi della Soprintendenza Archeologica delle Marche, dal 2016 vengono conservati nella sacrestia della ex chiesa del Gonfalone e in seguito ad un progetto di restauro e valorizzazione museale sono stati esposti al pubblico nel 2020.

## Società

### Evoluzione demografica
Abitanti censiti

### Etnie e minoranze straniere
Secondo i dati ISTAT al 1º gennaio 2021 la popolazione straniera residente era di 977 persone e rappresentava il 8% della popolazione residente. Invece le comunità straniere più numerose (con percentuale sul totale della popolazione straniera) erano:
1. Albania, 244 (24,97%)
2. Marocco, 175 (17,91%)
3. Romania, 156 (15,97%)
4. Tunisia, 53 (5,42%)
5. Moldavia, 51 (5,22%)
6. Macedonia del Nord, 39 (3,99%)
7. Senegal, 32 (3,28%)
8. Cina, 19 (1,94%)
9. Nigeria, 18 (1,84%)
10. Filippine, 16 (1,64%)

## Infrastrutture e trasporti
È attraversata da una delle più celebri strade consolari: la via Flaminia, oggi affiancata dalla superstrada Fano-Grosseto, detta anche "dei Due Mari", che mette in comunicazione la costa Adriatica con quella del Mar Tirreno.
Fino al 1987, inoltre, è stata in funzione la ferrovia Fano-Urbino che, percorrendo la valle del Metauro, e collegandosi con le ferrovie Bologna-Ancona e Urbino-Fabriano, consentiva di raggiungere Pesaro, Fano, Fossombrone, Fermignano, Urbino e, fino al 1944, Fabriano.

## Amministrazione
| Periodo          | Periodo          | Primo cittadino  | Partito                      | Carica                  | Note  |
| ---------------- | ---------------- | ---------------- | ---------------------------- | ----------------------- | ----- |
| 1º gennaio 2017  | 11 giugno 2017   | Antonio Angeloni |                              | Commissario prefettizio | [ 8 ] |
| 12 giugno 2017   | 10 novembre 2020 | Stefano Aguzzi   | Lista civica (Centro-destra) | Sindaco                 | [ 8 ] |
| 11 novembre 2020 | 4 ottobre 2021   | Andrea Giuliani  | Lista civica                 | vicesindaco             | [ 9 ] |
| 4 ottobre 2021   | in carica        | Pietro Briganti  | Lista civica (Centro-destra) | Sindaco                 | [ 8 ] |

### Referendum consultivo per l'istituzione di un nuovo comune
Il 20 settembre 2016 l'Assemblea legislativa della regione Marche ha deliberato l'indizione di un referendum consultivo in merito alla proposta di legge n. 83/2016, concernente l'istituzione di un nuovo comune mediante fusione dei comuni di Montemaggiore al Metauro, Saltara e Serrungarina, stabilendo il seguente quesito referendario: «Vuoi tu che sia istituito un nuovo Comune mediante la fusione dei Comuni di Montemaggiore al Metauro, Saltara e Serrungarina?». Il referendum è stato fissato nelle tre municipalità interessate, tramite decreto del presidente della regione Marche Luca Ceriscioli, per il giorno 13 novembre 2016, dalle ore 7 alle 23.
| Risultati      | Risultati                | Risultati    | Risultati    | Risultati    | Risultati |
|                | Montemaggiore al Metauro | Saltara      | Serrungarina | Totale       |           |
| -------------- | ------------------------ | ------------ | ------------ | ------------ | --------- |
| Elettori       | 2 295                    | 5 259        | 2 139        | 9 693        |           |
| Votanti        | 1 456                    | 2 322        | 1 025        | 4 803        |           |
| Affluenza      | 63,44%                   | 44,15%       | 47,92%       | 49,55%       |           |
| Sì             | 510 35,27%               | 1 594 69,03% | 548 53,62%   | 2 652 55,52% |           |
| No             | 936 64,29%               | 715 30,79%   | 474 46,24%   | 2 125 44,24% |           |
| Schede bianche | 4                        | 5            | 2            | 11           |           |
| Schede nulle   | 6                        | 8            | 1            | 15           |           |

Nonostante il dissenso manifestato nel comune di Montemaggiore al Metauro, la proposta di legge n. 83/2016 è stata approvata con deliberazione legislativa il 6 dicembre 2016, quindi convertita in legge regionale n. 29/2016 e pubblicata nel BUR della Regione Marche n. 134 del 7 dicembre 2016. Suddetta legge regionale prevede l'istituzione di un unico comune denominato Colli al Metauro a decorrere dal 1º gennaio 2017, mediante fusione dei comuni di Montemaggiore al Metauro, Saltara e Serrungarina.
Il comitato promotore per il "No" alla fusione del comune di Montemaggiore al Metauro, uscito vittorioso contro l'accorpamento, ha annunciato ricorso al Tribunale amministrativo regionale delle Marche in opposizione alla delibera comunale con la quale, non tenendo in alcun modo conto del risultato delle urne (voto che ha visto una numerosa partecipazione col 63,44% degli aventi diritto), la giunta ha chiesto ufficialmente alla Regione di procedere con l'emanazione degli atti amministrativi che hanno poi portato al varo della legge regionale, sancendo la fusione e andando quindi espressamente contro la manifesta volontà popolare.

## Sport
Due sono le società calcistiche che rappresentano il comune: la Maior, che rappresenta Montemaggiore al Metauro, e il Tavernelle. Entrambe disputano la Prima Categoria nella stagione 2022-23.
In Prima Categoria milita anche il Real Metauro, squadra che rappresenta la frazione di Calcinelli e quella di Lucrezia del vicino comune di Cartoceto.